# Марьевка (Эртильский район)
Ма́рьевка — поселок в Эртильском районе Воронежской области России.
Административный центр Морозовского сельского поселения.

## Население
| 2000 | 2010 |
| ---- | ---- |
| 268  | ↘215 |

В 2005 году население поселка составляло 263 человека.

## Улицы
В посёлке имеются три улицы — Зелёная, Молодёжная и Советская.

## Инфраструктура
Имеется сельское отделение почтовой связи.